# Trepadeira-da-caxemira
A Trepadeira-da-caxemira (nome científico: Sitta cashmirensis) é uma espécie de ave da família das trepadeiras. É nativa do Afeganistão, Índia, Nepal e Paquistão.